# Place Saint-Sulpice
Place Saint-Sulpice (náměstí svatého Sulpicia) je náměstí v Paříži. Nachází se v 6. obvodu a je pojmenováno po významném kostele sv. Sulpicia. Uprostřed náměstí je pěší zóna.

## Poloha
Náměstí má zhruba tvar obdélníku s mírně delší jižní stranou. Leží uprostřed 6. obvodu na levém břehu. Na náměstí směřují ulice Rue Bonaparte, Rue des Canettes, Rue Henry-de-Jouvenel, Rue Palatine, Rue Saint-Sulpice a Rue du Vieux-Colombier.

## Historie
Během výstavby fasády kostela sv. Sulpicia v 18. století navrhl architekt Giovanni Niccolo Servandoni (1695-1766) vytvořit monumentální půlkruhové náměstí široké 120 m a dlouhé 208 m po vzoru Svatopetrského náměstí v Římě. Tento projekt ovšem nebyl pro svou nákladnost dokončen, protože znamenal získat mnoho pozemků a zbořit okolní budovy. Postaven byl v roce 1754 pouze jediný dům (dnešní č. 6 v severovýchodním rohu náměstí), který měl sloužit za vzor. Jiné stavby však již nebyly realizovány. Náměstí vzniklo v roce 1757 a několikrát změnilo velikost v roce 1802, 1806, 1808 a 1810 a definitivně v roce 1811.

## Významné stavby
- Kostel sv. Sulpicia na východní straně náměstí
- Fontána Saint-Sulpice uprostřed náměstí
- Radnice 6. obvodu naproti kostelu